# Taurus Awards 2011
Die Taurus Awards 2011 waren die zehnte Verleihung des Taurus Award, eine US-amerikanische Auszeichnung für Filmstunts, welche am 14. Mai 2011 erneut wie seit 2003 bei Paramount Pictures stattfanden.

## Verleihung
Mehr als 800 Stuntleute nahmen an der Veranstaltung teil. Als größter Gewinner ging die Filmproduktion Inception aus der Verleihung hervor. Der Taurus Lifetime Achievement Award wurde an den Stuntman Loren Janes vergeben, der in mehr als 50 Jahren an der Produktion von über 500 Spielfilmen und 2200 Fernsehshows beteiligt war.

## Gewinner und Nominierte
Der Taurus Award wird jährlich in wechselnden Kategorien vergeben. Im Jahr 2011 erfolgt die Verleihung in folgenden Kategorien.
Zeitleiste der Kategorien des Taurus Award
Die Auszeichnungen wurden wie seit 2003 üblich in neun Kategorien verliehen, in denen insgesamt 22 verschiedene Filme – so wenig wie seit den Taurus Awards 2003 nicht mehr – nominiert wurden. Dabei wurde der Film Die etwas anderen Cops mit sechs Nominierungen am häufigsten nominiert. Mit jeweils zwei Auszeichnungen erhielten Inception sowie Predators die meisten Taurus Awards. Wie im Vorjahr wurde die deutsche Actionserie Alarm für Cobra 11 – Die Autobahnpolizei als beste ausländische Produktion ausgezeichnet, die damit bereits zum vierten Mal die Auszeichnung in der Kategorie Bester Stunt in einem ausländischen Film erhielt.
Folgende Filme des Vorjahres wurden 2011 nominiert sowie mit dem Taurus Award ausgezeichnet.
| Kategorie (Englische Originalbezeichnung)                                 | Nominierte Filme (Gewinner fett markiert)                                                  |
| ------------------------------------------------------------------------- | ------------------------------------------------------------------------------------------ |
| Beste Kampfszene (Best Fight)                                             | The Expendables                                                                            |
| Beste Kampfszene (Best Fight)                                             | The Fighter                                                                                |
| Beste Kampfszene (Best Fight)                                             | Inception                                                                                  |
| Beste Kampfszene (Best Fight)                                             | Kiss & Kill                                                                                |
| Beste Kampfszene (Best Fight)                                             | Kiss & Kill                                                                                |
| Bester Feuerstunt (Best Fire)                                             | The Expendables                                                                            |
| Bester Feuerstunt (Best Fire)                                             | Let Me In                                                                                  |
| Bester Feuerstunt (Best Fire)                                             | Robin Hood                                                                                 |
| Bester Stunt in der Höhe (Best High Work)                                 | Das A-Team – Der Film                                                                      |
| Bester Stunt in der Höhe (Best High Work)                                 | Inception                                                                                  |
| Bester Stunt in der Höhe (Best High Work)                                 | Machete                                                                                    |
| Bester Stunt in der Höhe (Best High Work)                                 | Die etwas anderen Cops                                                                     |
| Bester Stunt in der Höhe (Best High Work)                                 | Predators                                                                                  |
| Bester Fahrzeugstunt (Best Work With A Vehicle)                           | Date Night – Gangster für eine Nacht                                                       |
| Bester Fahrzeugstunt (Best Work With A Vehicle)                           | Kiss & Kill                                                                                |
| Bester Fahrzeugstunt (Best Work With A Vehicle)                           | Die etwas anderen Cops                                                                     |
| Bester Fahrzeugstunt (Best Work With A Vehicle)                           | Die etwas anderen Cops                                                                     |
| Bester Fahrzeugstunt (Best Work With A Vehicle)                           | The Town – Stadt ohne Gnade                                                                |
| Bester Spezialstunt (Best Specialty Stunt)                                | Inception                                                                                  |
| Bester Spezialstunt (Best Specialty Stunt)                                | Die etwas anderen Cops                                                                     |
| Bester Spezialstunt (Best Specialty Stunt)                                | Predators                                                                                  |
| Bester Spezialstunt (Best Specialty Stunt)                                | Prince of Persia: Der Sand der Zeit                                                        |
| Bester Spezialstunt (Best Specialty Stunt)                                | True Grit                                                                                  |
| Härtester Schlag (Hardest Hit)                                            | Das A-Team – Der Film                                                                      |
| Härtester Schlag (Hardest Hit)                                            | Kindsköpfe                                                                                 |
| Härtester Schlag (Hardest Hit)                                            | A Nightmare on Elm Street                                                                  |
| Härtester Schlag (Hardest Hit)                                            | Die etwas anderen Cops                                                                     |
| Härtester Schlag (Hardest Hit)                                            | Prince of Persia: Der Sand der Zeit                                                        |
| Bester Stunt einer Frau (Best Overall Stunt By A Stunt Woman)             | Alice im Wunderland                                                                        |
| Bester Stunt einer Frau (Best Overall Stunt By A Stunt Woman)             | Let Me In                                                                                  |
| Bester Stunt einer Frau (Best Overall Stunt By A Stunt Woman)             | A Nightmare on Elm Street                                                                  |
| Bester Stunt einer Frau (Best Overall Stunt By A Stunt Woman)             | A Nightmare on Elm Street                                                                  |
| Bester Stunt einer Frau (Best Overall Stunt By A Stunt Woman)             | Salt                                                                                       |
| Bester Stuntkoordinator (Best Stunt Coordinator And/Or 2nd Unit Director) | Das A-Team – Der Film                                                                      |
| Bester Stuntkoordinator (Best Stunt Coordinator And/Or 2nd Unit Director) | The Expendables                                                                            |
| Bester Stuntkoordinator (Best Stunt Coordinator And/Or 2nd Unit Director) | Inception                                                                                  |
| Bester Stuntkoordinator (Best Stunt Coordinator And/Or 2nd Unit Director) | Die etwas anderen Cops                                                                     |
| Bester Stuntkoordinator (Best Stunt Coordinator And/Or 2nd Unit Director) | Salt                                                                                       |
| Bester Stuntkoordinator (Best Stunt Coordinator And/Or 2nd Unit Director) | The Town – Stadt ohne Gnade                                                                |
| Bester Stunt in einem ausländischen Film (Best Action In A Foreign Film)  | Romanzo Criminalo: La Serie 2 (Italien)                                                    |
| Bester Stunt in einem ausländischen Film (Best Action In A Foreign Film)  | Raavan (Indien)                                                                            |
| Bester Stunt in einem ausländischen Film (Best Action In A Foreign Film)  | Alarm für Cobra 11 – Die Autobahnpolizei (Staffel 28, Folge 1: Der Anschlag) (Deutschland) |
| Bester Stunt in einem ausländischen Film (Best Action In A Foreign Film)  | Dear Alice (Schweden)                                                                      |